# Inge Müller

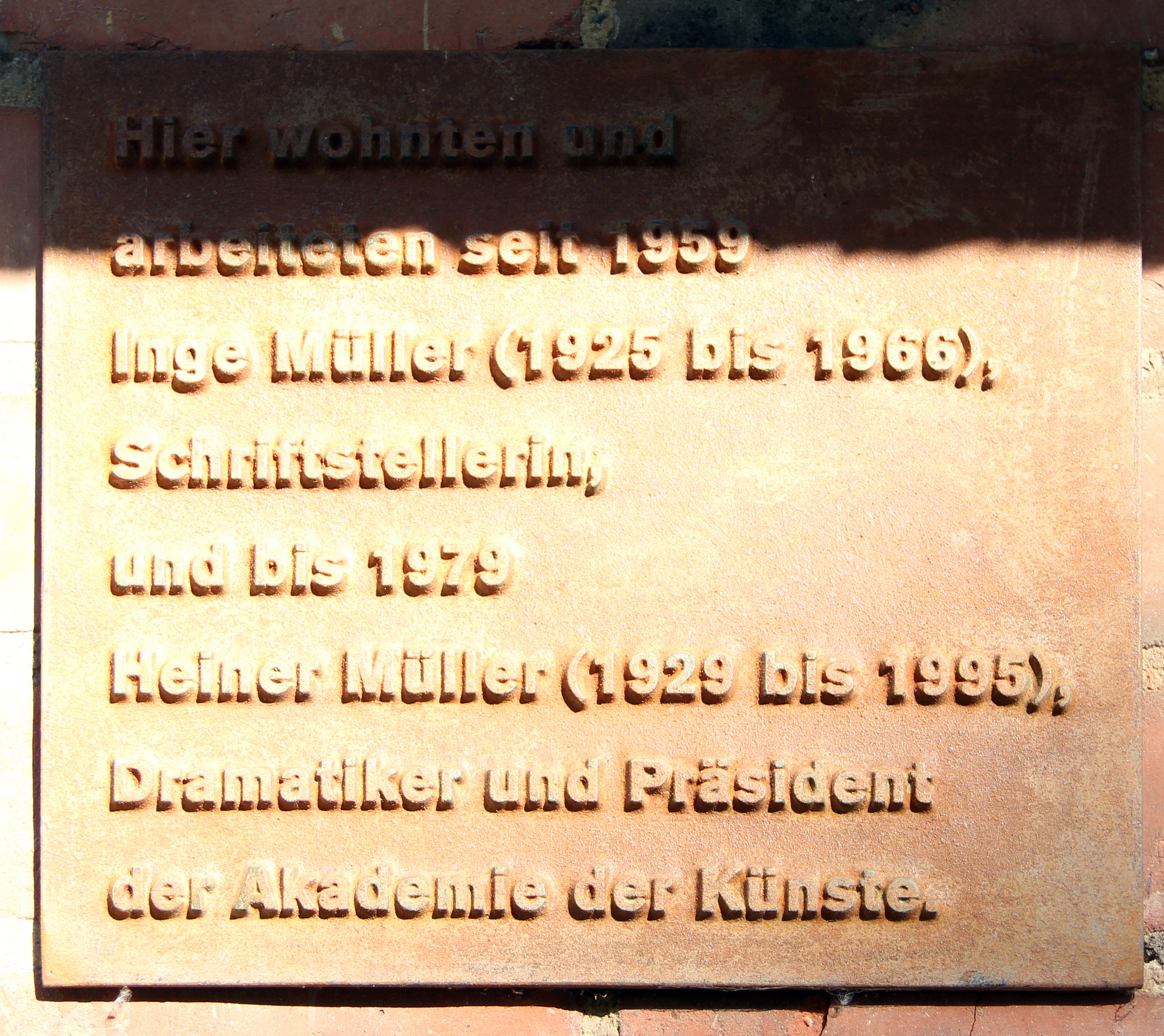
Gedenktafel für Inge und Heiner Müller am Haus Kissingenplatz 12, in Berlin-Pankow

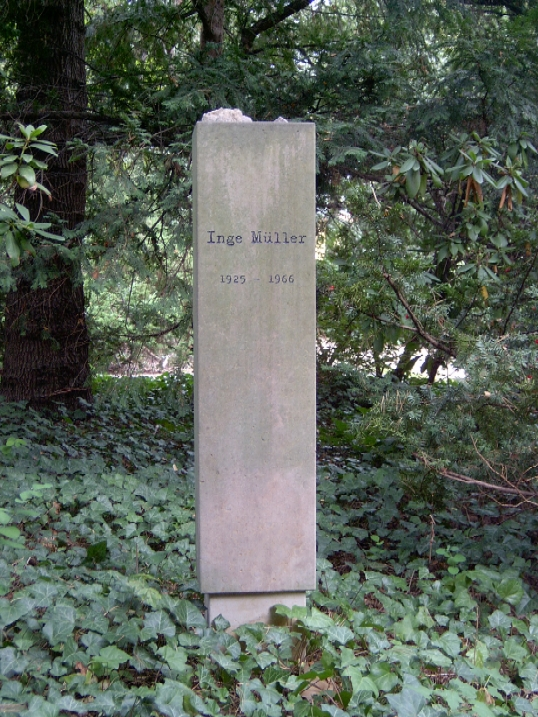
Stele für Inge Müller auf dem Friedhof Pankow III

Ingeborg „Inge“ Müller, geborene Meyer (* 13. März 1925 in Berlin; † 1. Juni 1966 in Ost-Berlin), war eine deutsche Schriftstellerin und die zweite Ehefrau des Dramatikers Heiner Müller.

## Leben
Inge Müller war die Tochter von Elsa und Hubert Meyer, die beide im Ullstein-Verlag angestellt waren. Nach dem Besuch einer Mädchenschule in Berlin-Lichtenberg legte sie  1941 auf der Städtischen Handelsschule ihr Abitur ab. In der NS-Zeit prägen Themen wie Krieg und Töten, Kadavergehorsam und Denunziantentum ihre Jugend. Sie wurde während des Zweiten Weltkrieges von 1942 bis 1943 an verschiedene Orte in der Steiermark zum Reichsarbeitsdienst eingezogen, wo sie in der Landwirtschaft und als Straßenbahnschaffnerin in Graz arbeitete. Von 1943 bis 1944 war sie Sekretärin und Stenotypistin in den Berliner Solvay-Werken und wurde am 8. Januar 1945 zur Wehrmacht einberufen. Im April 1945 kam Müller als Luftwaffenhelferin zu einer Flakbatterie nach Berlin-Heinersdorf. Bei einem Luftangriff auf Berlin-Lichtenberg starben ihre Eltern, sie selbst lag im April drei Tage lang  in der Schwedter Straße im Prenzlauer Berg zusammen mit einem Schäferhund unter Trümmern verschüttet – ein traumatisches Erlebnis, welches sie ihr Leben lang begleitete.
In der Nachkriegszeit war sie als Sekretärin, Trümmerfrau, Arbeiterin, Journalistin und Volkskorrespondentin tätig. Ihre erste Ehe mit Kurt Lohse, einem Schulfreund, aus der der Sohn Bernd hervorging, währte nur kurz und wurde 1947 geschieden. Im Januar 1948 heiratete sie Herbert Schwenkner, den Leiter des Friedrichstadt-Palastes und später des Zirkus Busch. Sie wurde Mitglied der SED und wohnte von 1954 bis 1959 in Lehnitz bei Oranienburg, wo sie ein privilegiertes und unbeschwertes Dasein genoss.
Im Herbst 1953 lernte sie den damals mittellosen Heiner Müller auf einer Veranstaltung der „Arbeitsgemeinschaft Junger Autoren“ kennen. Heiner Müller zog in das Haus der Schwenkners ein und bewohnte unter Duldung von Inges Ehemann mit Inge den ersten Stock. Im Juni 1954 wurde die Ehe mit Schwenkner geschieden. Im Jahre 1955 heirateten Inge und Heiner Müller und zogen im November 1959 in eine gemeinsame Wohnung am Kissingenplatz in Berlin-Pankow. Zusammen arbeiteten beide, die nunmehr als freischaffende Schriftsteller ihr Geld verdienten, an Hörspielen und Theaterstücken. Inge Müllers Traum von der Arbeitsgemeinschaft auf gleicher Augenhöhe hielt allerdings nicht lange. Zu offenkundig stand sie im Schatten ihres Mannes, der sie eher als Mitarbeiterin denn als gleichberechtigte Partnerin betrachtete. Sie schrieb in jenen Jahren Kinderbücher. Eine Affäre mit Wolfgang Müller, dem sechzehnjährigen Bruder Heiners, scheiterte, die Beziehung zu ihrem Ehemann verschlechterte sich zusehends. Mit dem Heinrich-Mann-Preis wurden 1959 beide geehrt. Ihr setzte der Ausschluss Heiner Müllers aus dem Schriftstellerverband der DDR zu. Unter Depressionen und psychosomatischen Beschwerden leidend, versuchte Inge Müller mehrfach, sich das Leben zu nehmen. Am 1. Juni 1966 starb sie im Alter von 41 Jahren durch Medikamenteneinnahme und an einer Gasvergiftung in ihrer Wohnung am Kissingenplatz 12. Seit 2006 erinnert eine Gedenktafel am Haus an Inge und Heiner Müller.
Der Aufbau-Verlag bemühte sich kurz nach ihrem Tod vergeblich darum, einen Band mit ihren Gedichten herauszugeben. Ihr Werk geriet schnell in Vergessenheit, denn eine Selbstmörderin passte nicht ins Literaturbild der DDR-Politik, außerdem reklamierte Heiner für die Kollaborationen bald die alleinige Autorschaft. Die erste posthume Veröffentlichung ihrer Dichtungen nahm Bernd Jentzsch 1976 in seiner Reihe Poesiealbum vor. Erst 1985 – 20 Jahre nach ihrem Tod – machte die von Richard Pietraß herausgegebene Auswahl ihrer Gedichte Wenn ich schon sterben muß (Berlin : Aufbau-Taschenbuch-Verl., 1997, ISBN 3-7466-1243-8) das literarische Schaffen Inge Müllers der breiten Öffentlichkeit zugänglich. Ihre Biografin Ines Geipel stöberte den Nachlass von Inge Müller auf und machte ihn 1996 einer größeren Leserschaft zugänglich.
Die letzte Ruhe fand sie auf einem Pankower Friedhof. Die Grabstelle wurde 1991 neu belegt. 1997 wurde eine Gedenkstele errichtet.

## Werk
Zu Lebzeiten gab Inge Müller nur wenig heraus, darunter die Kinderbücher Wölfchen Ungestüm (1955) und Zehn Jungen und ein Fischerdorf (1958), das emanzipatorisch-gegenwartsbezogene Hörspiel Die Weiberbrigade und die Bearbeitung von Wiktor Rosows Auf dem Wege. Vieles blieb fragmentarisch, beispielsweise der Roman Ich Jona.
In Zusammenarbeit mit Heiner Müller entstanden die Dramen Der Lohndrücker (1956), Die Umsiedlerin (1956), Die Korrektur (1957), Klettwitzer Bericht (1958) und Unterwegs (1963).
In Erinnerung blieb sie vor allem als Dichterin. Knapp 300 Gedichte entstanden, von denen nur wenige zu Lebzeiten der Verfasserin publiziert wurden, vor allem in der Anthologie In diesem besseren Land. In ihren Texten setzt sich Müller häufig mit den bitteren Kriegserlebnissen auseinander:

„Wir, sagte einer, der dazugehört
Sind die verlorne Generation
Sie haben uns um unsre Ration geprellt
Das, was uns zustand, es war schon verteilt“

Auffällig sind die knappen, bruchstückhaften Verse zahlreicher Gedichte:

„Wer hilft mir
Wem helf ich?
So und immer wieder so.
Ich wir
Das Leben
Unser Gesicht
Erde Kot Licht“

## Hörspiele
- Die Korrektur – ein Bericht über den Aufbau des Kombinats Schwarze Pumpe 1957 – 1. Fassung (zusammen mit Heiner Müller), Dramaturgie: Christa Vetter, Regie: Wolfgang Schonendorf; sollte am 26. März 1958 auf Radio DDR urgesendet werden, wurde damals aber abgesetzt, Ursendung: 4. Januar 1997, MDR Kultur
- Die Brücke, Dokumentarhörspiel (zusammen mit Heiner Müller), Komposition: Rolf Kuhl, Regie: Wolfgang Schonendorf, Ursendung: 13. Oktober 1958.
- Die Korrektur – ein Bericht über den Aufbau des Kombinats Schwarze Pumpe 1957 – 2. Fassung (zusammen mit Heiner Müller), Dramaturgie: Christa Vetter, Regie: Wolfgang Schonendorf, Ursendung: 13. November 1958
- Die Weiberbrigade, Dramaturgie: Christa Vetter, Regie: Wolfgang Schonendorf, mit Marianne Wünscher, Lotte Loebinger, Willi Narloch u. a., Ursendung: 9. November 1960

## Preise
- Heinrich-Mann-Preis (25. März 1959) zusammen mit Heiner Müller
- Vaterländischer Verdienstorden in Bronze (Oktober 1961) zusammen mit Horst Angermüller, Wolfgang Rödel, Anne und Friedrich Schlotterbeck, Rolf Schneider, Walter Karl Schweickert, Wolfgang Schonendorf, Theodor Popp, Hans Knötzsch, Helmut Hellstorff und Gerhard Rentzsch

## Publikationen
Werkausgaben
- Richard Pietraß (Hrsg.): Wenn ich schon sterben muß. Aufbau Verlag, Berlin 1985, ISBN 3-351-00449-4.
- Sonja Hilzinger (Hrsg.): Daß ich nicht ersticke am Leisesein. Aufbau Verlag, Berlin 2002, ISBN 3-351-02937-3.
- Blanche Kommerell (Hrsg.): Ich will alles von der Welt. Bübül Verlag, Berlin 2016, ISBN 3-946807-03-8.
- Ines Geipel (Hrsg.): Irgendwo; noch einmal möcht ich sehn. Aufbau Verlag, Berlin 1996, ISBN 3-351-02361-8.